# تمیس (سرده)
تمیس سرده بیش از ششصد گونه از گیاهان گلدار در خانواده دایوسکورییسی و بومی مناطق استوایی و گرم زمین است.
تعداد زیادی از این گونه‌ها، استوایی‌اند و تنها چند گونه در مناطق کوهستانی دیده شده‌است.
این سرده به نام پزشک و گیاه‌شناس یونان باستان، دیوسکوریدس نام‌گذاری شده‌است.